# ساركومة نقوية
الساركومة النقوية أو الورم الأخضر أو ساركومة الخلايا الحبيبية هو ورم صلب مؤلف من الأرومات النقوية. الورم الأخضر هو تظاهرة خارج نقوية لابيضاض الدم النقوي الحاد؛ بعبارة أخرى هو تجمع صلب للخلايا الابيضاضية يحدث خارج نقي العظم.